# Sami swoi
Sami swoi è un film del 1967 diretto da Sylwester Chęciński.
Primo episodio di una trilogia di film comici polacchi, gli altri episodi sono: Nie ma mocnych, in italiano "non esistono forti" del 1974, e Kochaj albo rzuć, tradotto "ama o lascia" del 1977.

## Il film
Il film era inizialmente in bianco e nero, ma nel 2000 è stato "colorato" dalla Dynacs Digital Studios per il canale televisivo Polsat.
La maggior parte del film è stata girata a Dobrzykowice vicino a Wrocław (Breslavia), con qualche scena a Lubomierz.
È stata una delle commedie polacche più famose ai suoi tempi ed ha ancora un discreto successo. A Lubomierz si trova un museo dedicato al film, e a Toruń è presente una statua dedicata ai due protagonisti, Kargul e Pawlak.

## Storia
Il film narra la storia di due famiglie che, dopo la seconda guerra mondiale, sono emigrate dai territori polacchi presi dall'Unione sovietica a quelli ottenuti dalla Germania.
Si trovano come vicini di casa, ma non sono per niente amichevoli, e dopo vari litigi e dispetti reciproci uno dei capifamiglia scappa negli Stati Uniti, e dopo anni torna in Polonia scoprendo che le due famiglie vivono ora pacificamente, con suo fratello che gli racconta come è successo.